# Хосе Мария Морено (станция метро)
«Хосе Мария Морено» (исп. José María Moreno) — станция Линии E метрополитена Буэнос-Айреса.
Станция расположена на границе городских районов Парке Чакабуко и Кабальито. Станция Хосе Мария Морено была открыта 23 июля 1973 года. До открытия 3 станций 31 октября 1983 года Хосе Мария Морено служила южной конечной остановкой Линии Е.
Название своё станция получила от улицы Хосе Мария Морено, на перекрёстке которой с Авенидой Директорио она и расположена. Улица получила же своё название в честь Хосе Марии Морено, аргентинского юриста, политика и губернатора Буэнос-Айреса в 1880 году.
Платформы станции Хосе Мария Морено не содержат типичные для первых станций Линии Е, открытых в 1944 году, фрески. Однако в вестибюле станции все же появилась фреска размером 3,33 х 2,26 м на основе эскиза 1973 года художника Карлоса Бенвенуто, изображающая портрет Хосе Марии Морено.

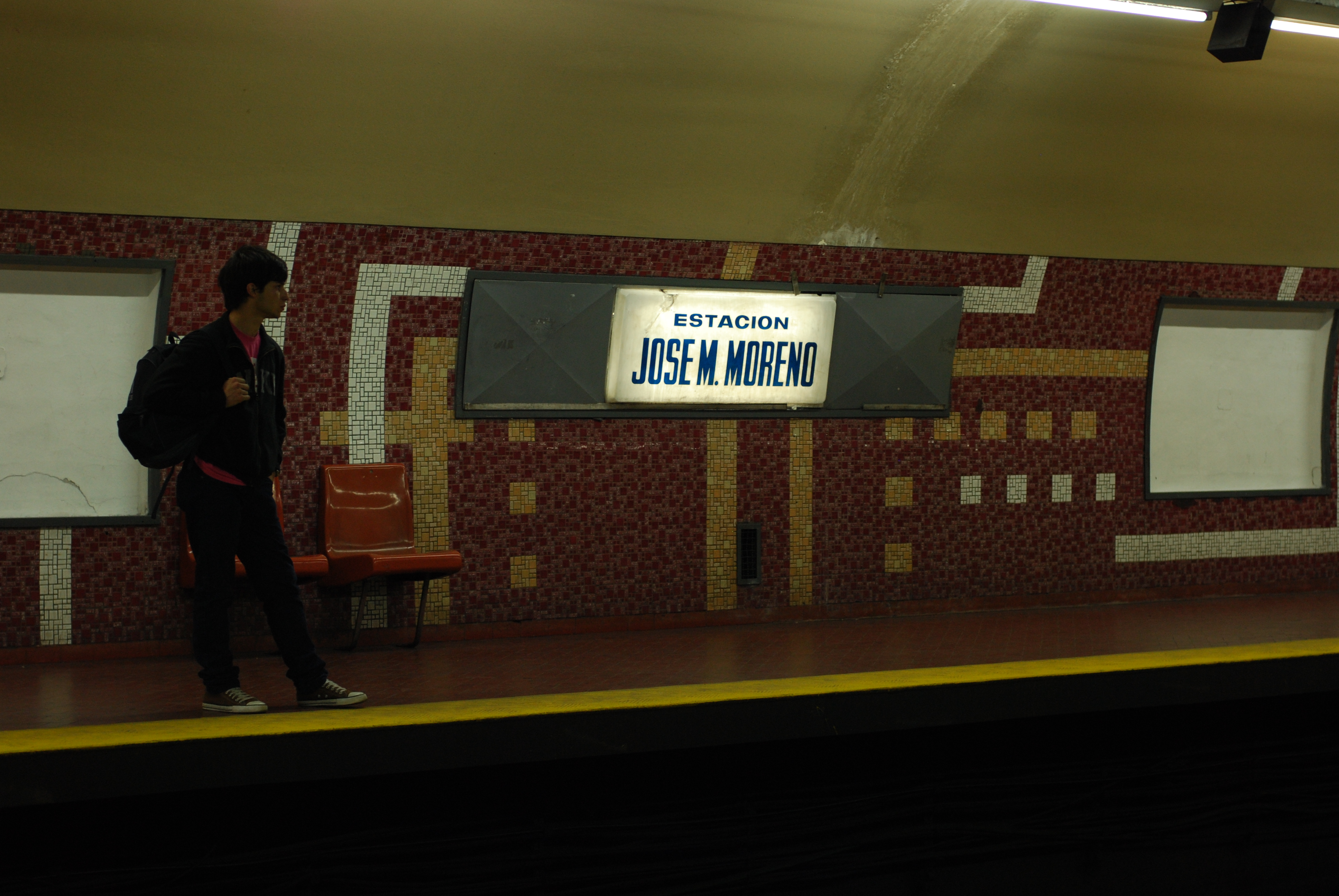
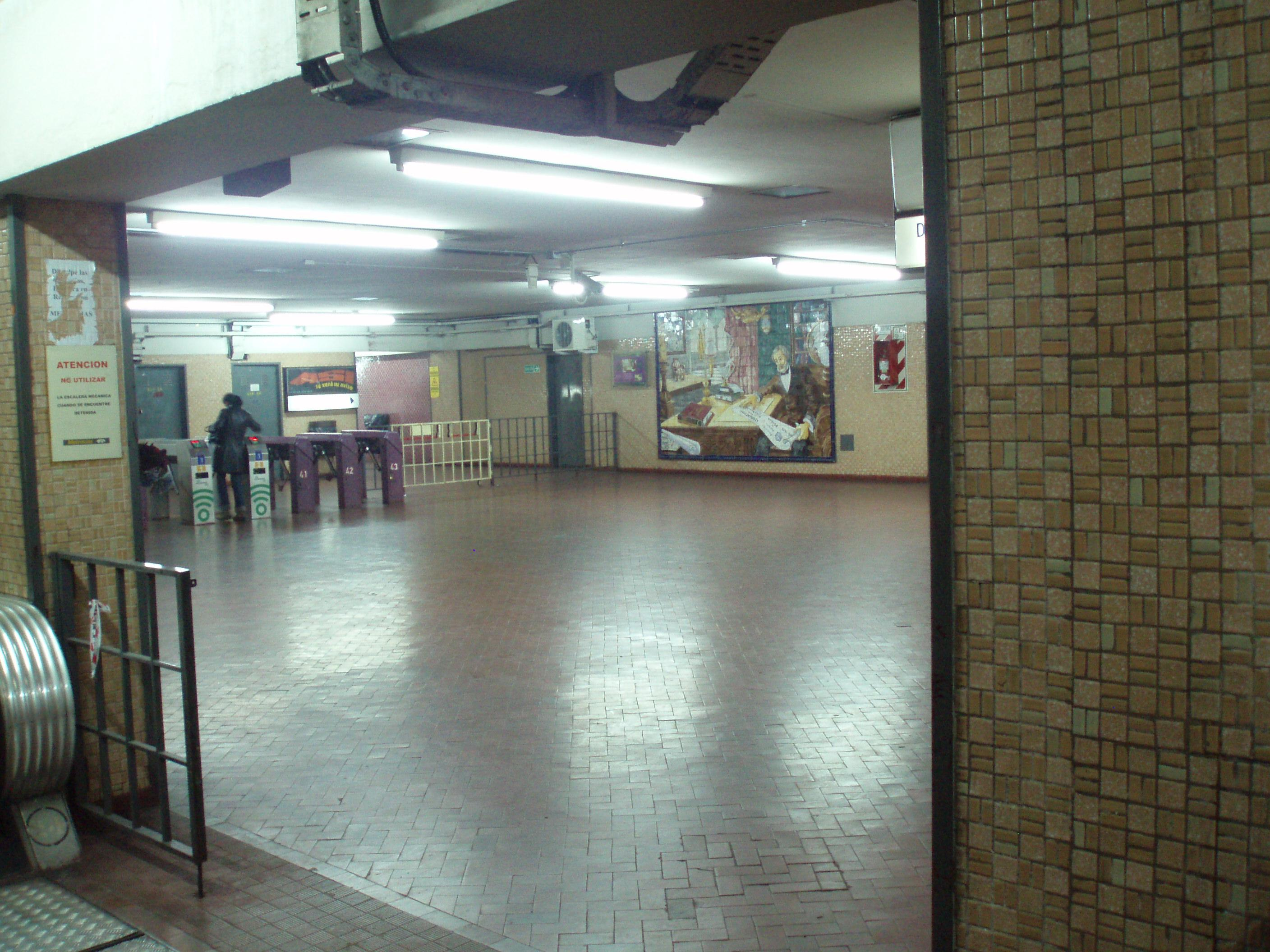
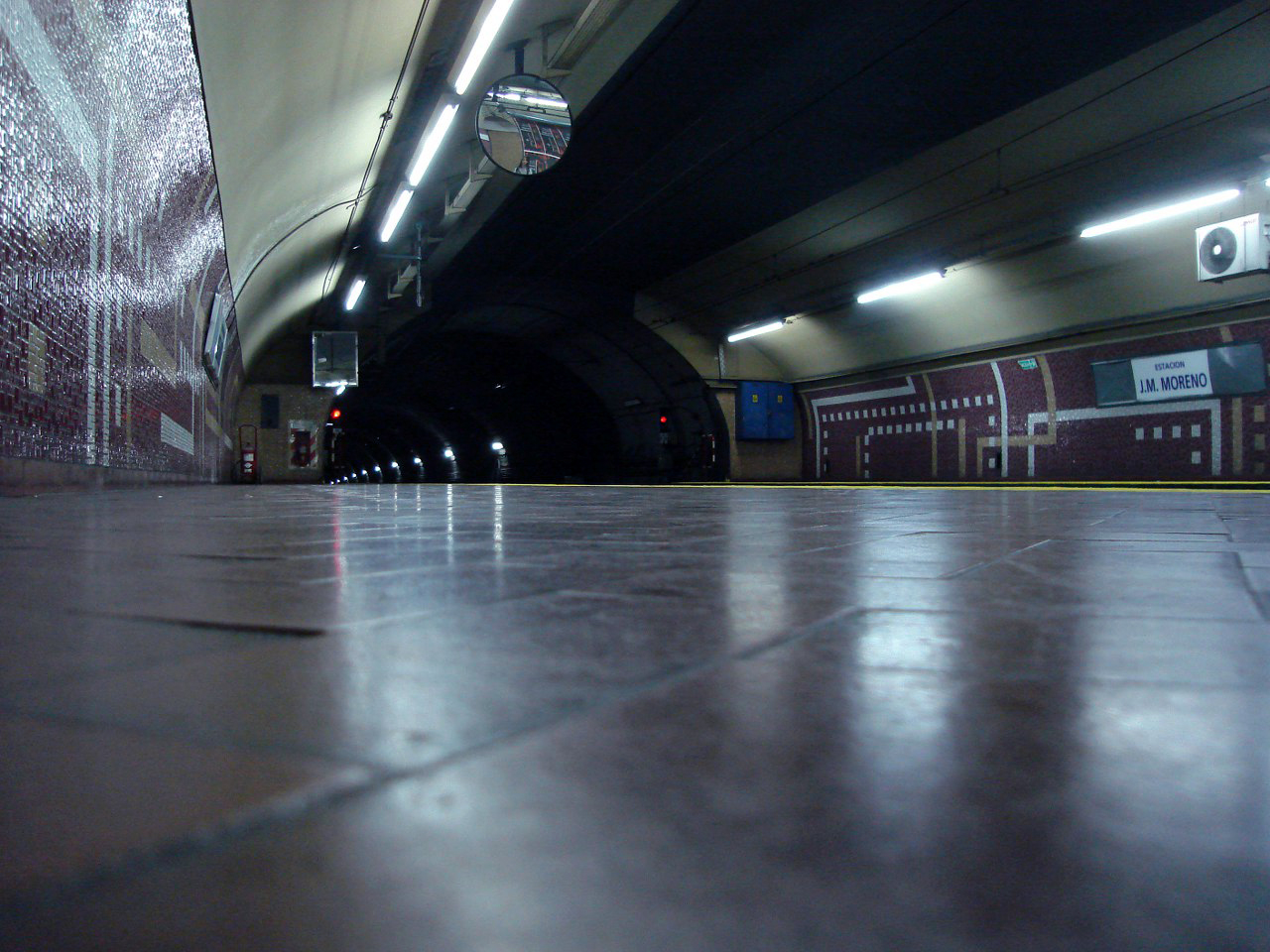